# 巫溪箬竹
巫溪箬竹（学名：Indocalamus wuxiensis）为禾本科箬竹属下的一个种。

## 扩展阅读
- 維基物種上的相關：巫溪箬竹